# Meteorització

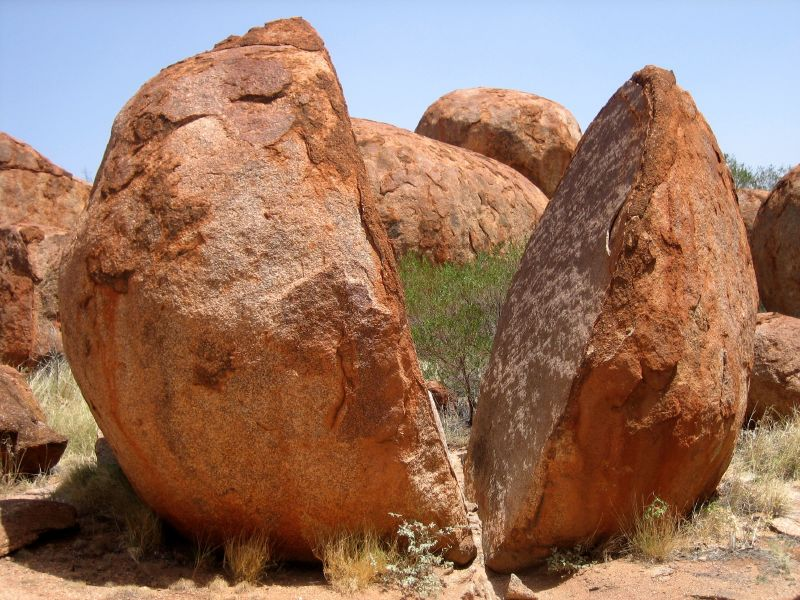
Exemple d'una roca meteoritzada. S'observa que la seva part exterior s'ha oxidat com ho denota el color vermellós (meteorització química) i, a més, s'ha trencat en dues segurament per gelifracció (meteorització física)

La meteorització és el conjunt de processos causats pels agents atmosfèrics, processos físics, biològics o bioquímics que provoquen el trencament, l'esmicolament i la disgregació de roques. És un fenomen que es produeix al lloc i que no implica moviment, a diferència de l'erosió, amb la qual no s'ha de confondre.
La meteorització física implica la descomposició de roques i sòls a través dels efectes mecànics de la calor, l'aigua, el gel o altres agents. La meteorització química implica la reacció química de l'aigua, els gasos atmosfèrics i els productes químics produïts biològicament amb les roques i els sòls. L'aigua és l'agent principal darrere de la meteorització tant física com química, tot i que l'oxigen i el diòxid de carboni atmosfèrics i les activitats dels organismes biològics també són importants. La meteorització química per acció biològica també es coneix com a meteorització biològica.

## La meteorització física o mecànica
Es produeix meteorització física o mecànica quan les roques es trenquen en fragments (clasts), sense alterar-se químicament. És causada, sobretot, per canvis de temperatura.
La gelifracció o crioclàstia és resultat del cicle de congelació i fusió de l'aigua; és una de les causes principals que fa que es trenquin i es disgreguin les roques. L'aigua s'introdueix a les petites fissures o esquerdes de les roques. Quan es glaça, augmenta de volum i fa un efecte de falca que eixampla les clivelles. Si aquest procés es repeteix moltes vegades i durant molt de temps, la roca acaba trencant-se. Així es formen, per exemple, les tarteres de les muntanyes.
La termoclàstia és causada per la dilatació i la contracció de les roques pels canvis importants de temperatura entre el dia i la nit, com passa a les zones d'alta muntanya i als deserts. Les roques es dilaten durant el dia, quan s'escalfen, i es contreuen durant la nit quan es refreden. Si es repeteix moltes voltes aquest procés acaben esquerdant-se. Aquest tipus de meteorització és important en climes extrems amb gran oscil·lació tèrmica entre el dia i la nit (com en el desert).
La crioclàstia o gelifracció és el trencament de les roques aflorants a causa de la pressió que hi exerceixen els cristalls de gel. L'aigua, en congelar-se, augmenta el volum en un 9%. Si es troba a l'interior de les roques, exerceix una gran pressió sobre les parets internes que acaba, després de la repetició, per fragmentar-les. Aquest tipus de meteorització és important en climes humits i amb repetides alternances gel-desgel (+0 °C/-0 °C), com els muntanyosos.
L'haloclàstia és el trencament de les roques produïda per la pressió exercida pel creixement dels cristalls de sals continguts en els porus o les clivelles de les roques, característica especialment de zones àrides litorals.

## La meteorització biològica
La meteorització biològica per éssers vius, pot ser de natura física o química. Els éssers vius també provoquen meteorització, obrint esquerdes i alterant les roques. Les arrels de les plantes obren clivelles i trenquen les roques, i els animals excavadors, com els talps i els nombrosos invertebrats que viuen al sòl. L'acció d'alguns organismes com els bacteris, els fongs o els líquens, durant la seva activitat, produeixen substàncies de caràcter àcid que ataquen químicament les roques.

## La meteorització química
La meteorització química és causada, sobretot, per l'acció de l'aigua, fonamentalment és l'oxigen qui actua oxidant i alterant la composició química de les roques. Per la meteorització química, alguns minerals de les roques, per la seva inestabilitat en les condicions que hi ha a la superfície, es transformen en altres de nous o bé desapareixen per dissolució en les aigües d'escolament. Els minerals formats a altes pressions i temperatures són els que esdevenen més inestables davant la meteorització química. L'aigua és la principal responsable de les diverses reaccions pròpies de la meteorització química. És per això que aquest procés es característic de les zones humides, especialment les de clima càlid, ja que la velocitat de les reaccions augmenta en augmentar la temperatura. Cada tipus de reacció actua sobre determinats minerals o tipus de roca. Les reaccions pròpies de la meteorització química són aquestes:

### Dissolució

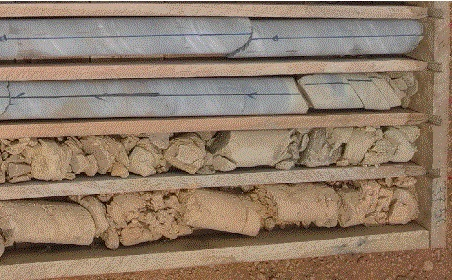
Testimonis de pedra calcària en diferents etapes de la meteorització química, des de molt alt a poca profunditat (a baix) fins a molt baix a major profunditat (a dalt). La pedra calcària lleugerament meteoritzada mostra taques marronoses, mentre que la pedra calcària molt meteoritzada perd gran part del seu contingut de minerals carbonatats, deixant enrere argila. Nucli de perforació de pedra calcària extreta del jaciment de carbonat de Kimpese, República Democràtica del Congo.

La dissolució (també anomenada solució simple o dissolució congruent) és el procés en què un mineral es dissol completament sense produir cap substància sòlida nova. L'aigua de pluja dissol fàcilment els minerals solubles, com ara halita o guix, però també pot dissoldre minerals altament resistents com el quars, amb temps suficient. L'aigua trenca els enllaços entre els àtoms del cristall:
La reacció global de dissolució del quars és
SiO₂ + 2H₂O → H₄SiO₄
El quars dissolt pren la forma d'àcid silícic.
Una forma particularment important de dissolució és la dissolució de carbonats, en què el diòxid de carboni atmosfèric millora la meteorització de la solució. La dissolució dels carbonats afecta les roques que contenen carbonat de calci, com ara la pedra calcària i el guix. Té lloc quan l'aigua de pluja es combina amb el diòxid de carboni per formar àcid carbònic, un àcid feble, que dissol el carbonat de calci (pedra calcària) i forma bicarbonat de calci soluble. Malgrat una cinètica de reacció més lenta, aquest procés es veu afavorit termodinàmicament a baixa temperatura, perquè l'aigua més freda conté més gas diòxid de carboni dissolt (a causa de la solubilitat retrògrada dels gasos). La dissolució dels carbonats és, per tant, una característica important de la meteorització glacial.
La dissolució dels carbonats implica els següents passos:
CO₂ + H₂O → H₂CO₃
diòxid de carboni + aigua → àcid carbònic
H₂CO₃ + CaCO₃ → Ca(HCO₃)₂
àcid carbònic + carbonat de calci → bicarbonat de calci
La dissolució del carbonat a la superfície de la pedra calcària ben unida produeix un paviment de pedra calcària dissecat. Aquest procés és més efectiu al llarg de les articulacions, ampliant-les i aprofundint-les.
En ambients no contaminats, el pH de l'aigua de pluja a causa del diòxid de carboni dissolt és d'uns 5,6. La pluja àcida es produeix quan gasos com el diòxid de sofre i els òxids de nitrogen estan presents a l'atmosfera. Aquests òxids reaccionen a l'aigua de pluja per produir àcids més forts i poden baixar el pH a 4,5 o fins i tot 3,0. El diòxid de sofre, SO₂, prové d'erupcions volcàniques o de combustibles fòssils, pot convertir-se en àcid sulfúric dins de l'aigua de pluja, que pot provocar la meteorització de la solució a les roques sobre les quals cau.

### Hidròlisi i carbonatació

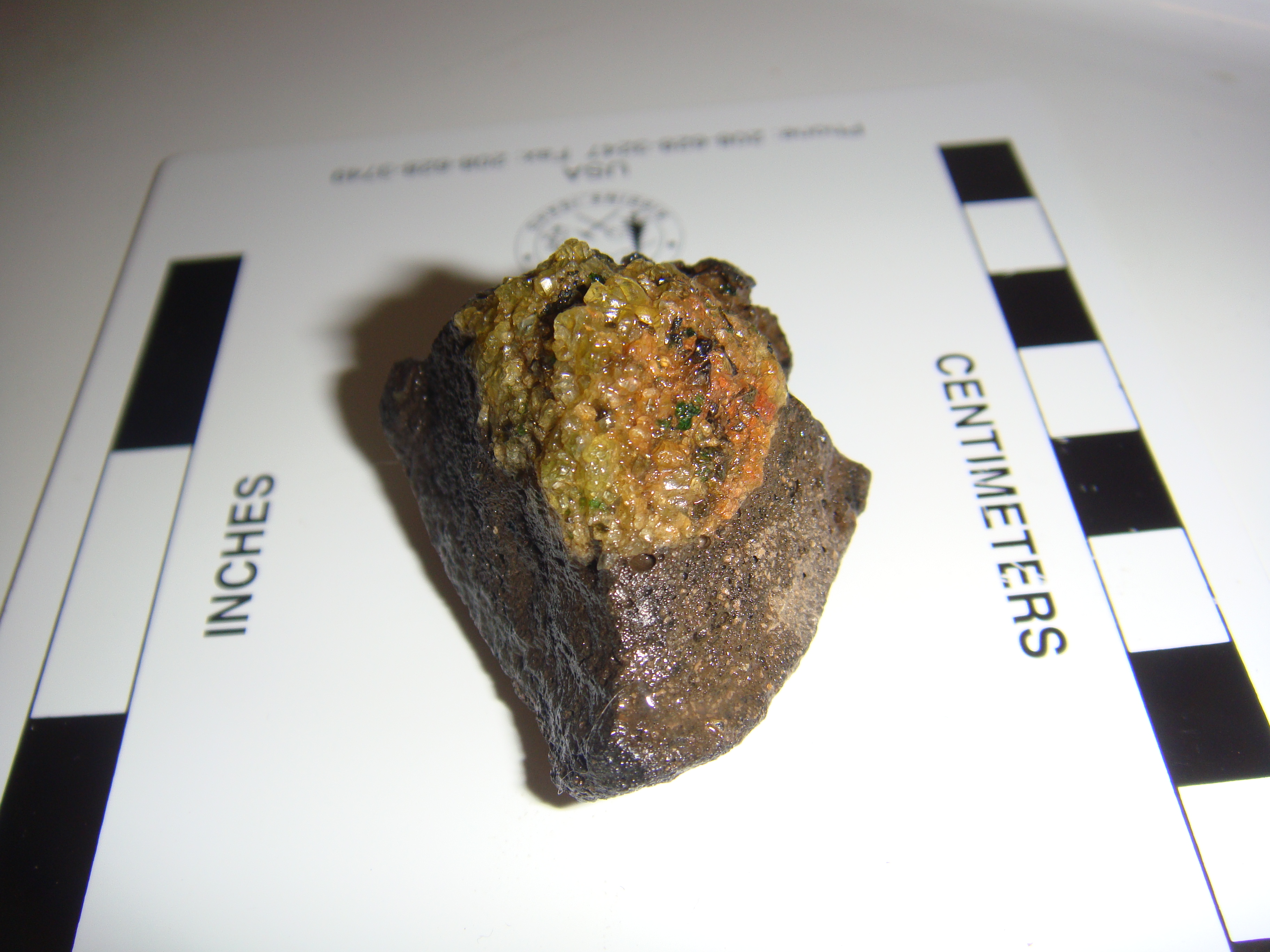
Olivina meteoritzant-se a iddingsita dins d'un mantell xenòlit.

• Hidròlisi.- Els ions H+ i OH- presents en petites quantitats a l'aigua són capaços d'hidrolitzar i destruir les xarxes cristal·lines de la major part dels silicats. La reacció més comuna n'és la següent: 2 Si₃O₈AlK + 2 H₂O ⇌ Si₂O₅Al₂(OH)₄ + K₂O + 4 SiO₂ (Ortosa més aigua donen caolinita, potassa i sílice). En aquesta reacció observem com la hidròlisi dels feldespats (com l'ortosa) dona lloc als minerals argilosos més abundants (caolinita, montmorillonita…). La hidròlisi dels feldespats es dona sobretot sobre roques granítiques que per això perden progressivament la cohesió i es transformen en un agregat sorrenc, el sauló, fàcilment erosionable.
• Carbonatació.- A la natura l'aigua sempre té un determinat grau d'acidesa com a resultat de la dissolució en ella del CO₂ atmosfèric. L'aigua de la pluja al incidir sobre les roques pot provocar reaccions de carbonatació com per exemple: CO₂ + H₂O + CaCO₃ Ca(CO₃H)₂ Carbonat de calci Hidrogencarbonat de calci (insoluble) (soluble) Les roques formades per carbonats, com les calcàries i dolomies, molt abundants a la superfície terrestre, són insolubles en aigua pura però quan l'aigua conté àcid carbònic, es poden dissoldre amb certa facilitat i ser evacuades en forma d'hidrogencarbonats solubles.

### Hidratació
Consisteix en l'absorció d'aigua per les xarxes cristallines sense que hi hagi una combinació o canvi d'ions que origini un nou mineral. Alguns minerals argilosos, com la montmorillonita, tenen la facultat d'incorporar molècules d'aigua a l'interior de les làmines que formen les seves estructures cristallines, aquest fenomen provoca un augment de volum. Les argiles que pateixen aquest procés s'anomenen argiles expansives i plantegen importants problemes a l'hora de construir sobre elles edificis o carreteres, ja que el seu volum varia segons la quantitat d'aigua que contenen i, per tant, segons les condicions climàtiques.

### Oxidació
És la reacció de l'oxigen dissolt a l'aigua amb els cations bivalents d'elements com el Fe2+ o el Mn2+, que formen part dels minerals. El ferro, present a gairebé totes les roques, pateix sovint aquest procés; un cop oxidat és insoluble i no pot ser transportat per l'aigua, de manera que queda retingut en els minerals resultants de la meteorització. D'aquesta manera queden tenyits de color ocre vermellós, color freqüent en tota mena de terrenys.

## Meteorització al fons oceànic
La meteorització de l'escorça oceànica basàltica difereix en aspectes importants de la meteorització de l'atmosfera. La meteorització és relativament lenta, amb el basalt cada vegada menys dens, a un ritme d'un 15% cada 100 milions d'anys. El basalt s'hidrata i s'enriqueix en ferro total i fèrric, magnesi i sodi a costa de silici, titani, alumini, ferrós i calci.

## Meteorització de la construcció

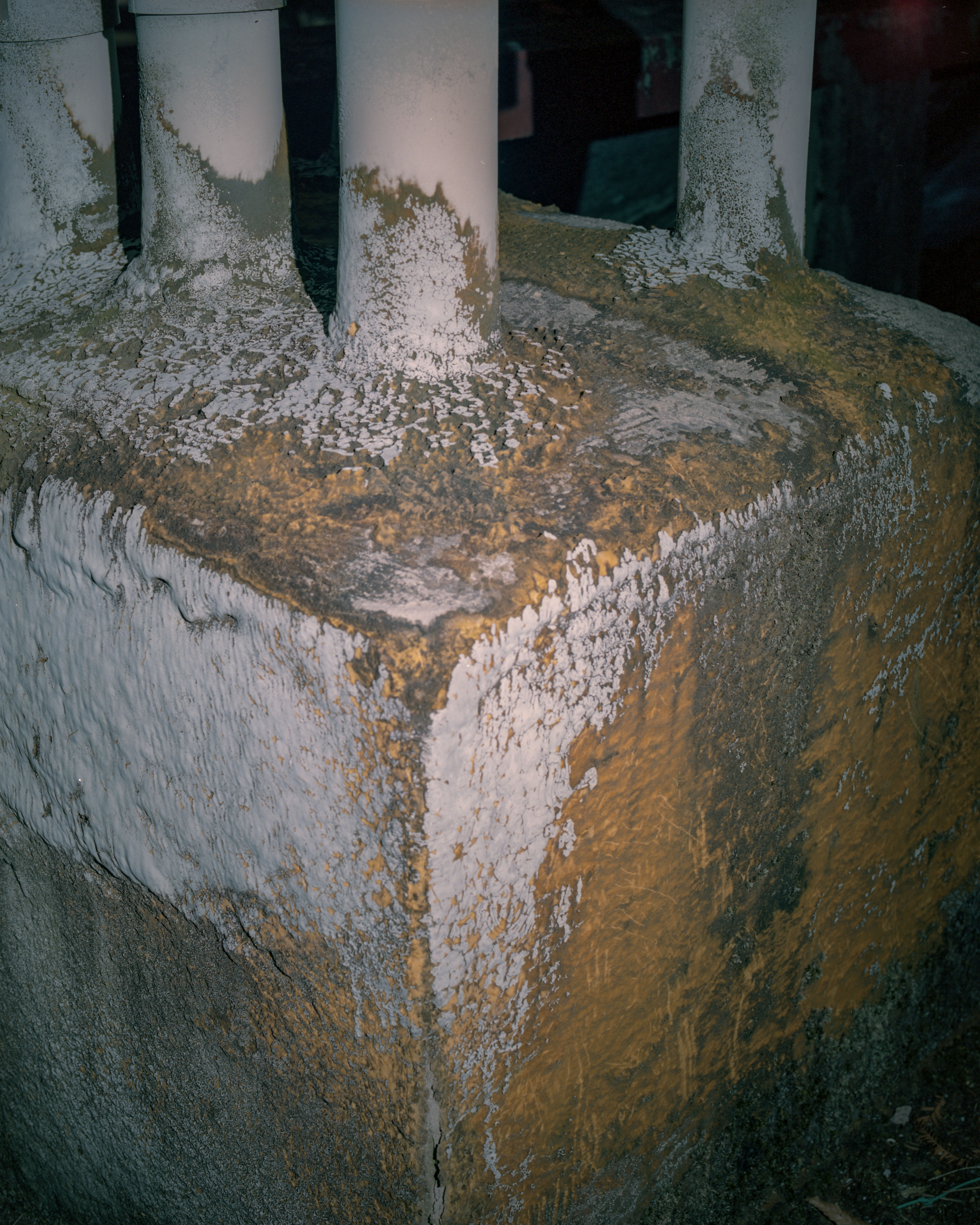
Formigó danyat per pluja àcida.

Els edificis fets de qualsevol pedra, maó o formigó són susceptibles als mateixos agents meteorològics que qualsevol superfície de roca exposada. També les estàtues, els monuments i la pedra ornamental es poden danyar molt per processos naturals de meteorització. Això s'accelera a les zones greument afectades per la pluja àcida.
La meteorització accelerada de l'edifici pot ser una amenaça per al medi ambient i la seguretat dels seus ocupants. Les estratègies de disseny poden moderar l'impacte dels efectes ambientals, com ara l'ús de filtres de pluja moderada per pressió, assegurant que el sistema HVAC és capaç de controlar eficaçment l'acumulació d'humitat i seleccionar mescles de formigó amb contingut d'aigua reduït per minimitzar l'impacte dels cicles de congelació-descongelació.